# Ray Hanford
Ray Hanford (16 de setembro de 1887 - maio de 1939), algumas vezes creditado Raymond Hanford ou Roy Hanford, foi um ator de cinema e roteirista estadunidense que iniciou sua carreira na era do cinema mudo, dando continuidade na era sonora, e atuou em 61 filmes entre 1913 e 1938, além de escrever 5 roteiros para o Vitagraph Studios em 1913.

## Biografia
Seu primeiro filme foi o curta-metragem Hawaiian Love, em 1913. Atuou pelos estúdios Powers Picture Plays, Universal Pictures, entre outros. Nessa época também trabalhou como roteirista, e escreveu 5 roteiros para o Vitagraph Studios em 1913.
Pela Universal atuou nos seriados The Trey o' Hearts (1914), ao lado de Cleo Madison e George Larkin, Bull's Eye (1917) e Behind the Lines (1916), além dos filmes The Whirling Disk (1915) e The Silent Battle (1916), entre outros. Pela Fox Film atuou em The Price of Silence (1917). Trabalhou ao lado de Charlie Chaplin em Shoulder Arms (Carlitos nas Trincheiras), em 1918, pela Charles Chaplin Productions, e ao lado de Buster Keaton em The General, em 1926, já em pequenos papéis não-creditados. Nos anos 1930, teve poucos papéis, todos não-creditados. Seu último filme foi a comédia The Big Broadcast of 1938 (Folia a Bordo), em um pequeno papel não-creditado.

## Filmografia parcial
- Hawaiian Love (1913)

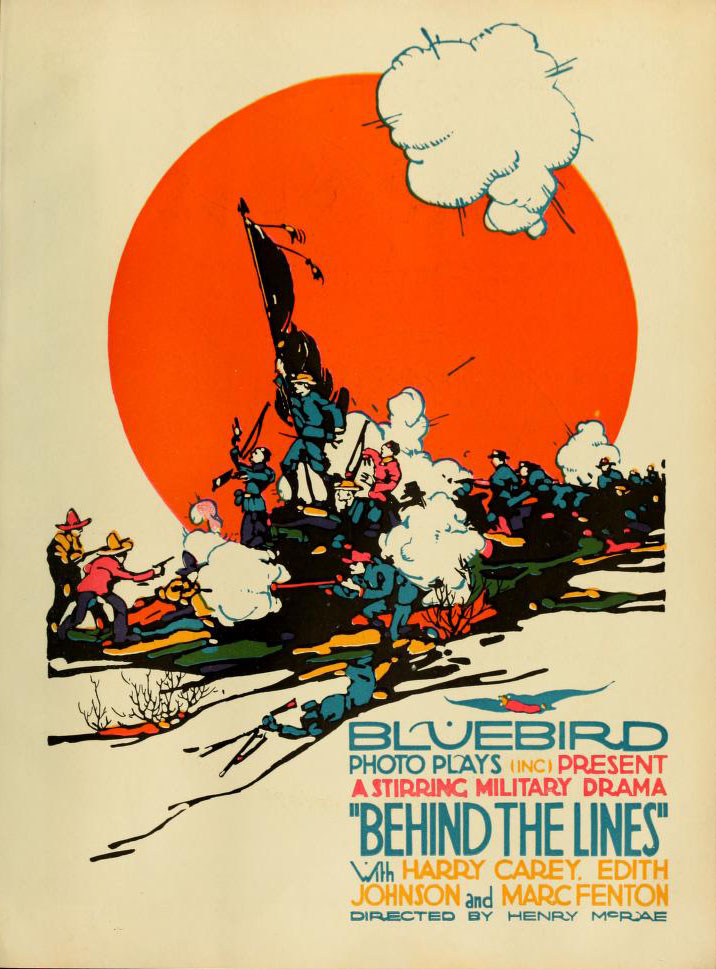
Cartaz do filme Behind the Lines, de 1916, em que Hanford atuou.

- The Trey o' Hearts (1914, creditado Roy Hanford)
- The Whirling Disk (1915)
- The Silent Battle (1916)
- Behind the Lines (1916)
- The Price of Silence (1917)
- Bull's Eye (1917)
- The Lion's Claws (1918)
- Shoulder Arms (1918, não-creditado)[2]
- Wolf Blood (1925)[3]
- The General (1926, não creditado)[4]
- Rose Bowl (1936, não-creditado)
- Thunder Trail (1937, não-creditado)
- The Bucaneer (1938, não-creditado)
- The Big Broadcast of 1938 (1938, não-creditado)